# Infern – Cant Trenta-tresè

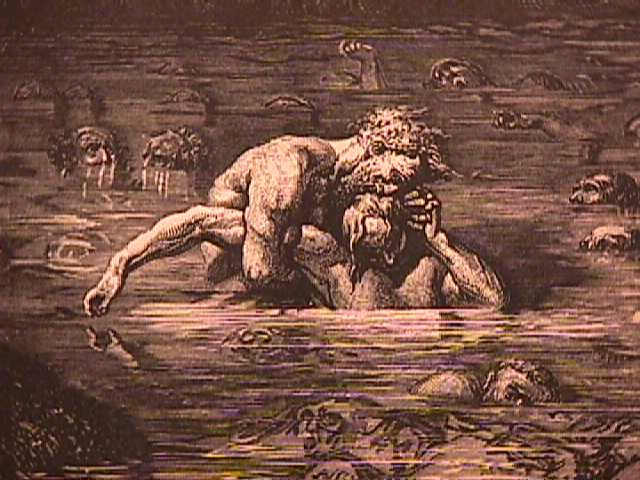
Infern Cant XXXIII. Gustave Doré (Detall). Ugolino i Ruggieri

El cant trenta-tresè de l'Infern de Dante Alighieri té lloc a la segona i tercera zones del novè cercle, al gel del Còcit, on són castigats els traïdors a la pàtria i al partit (Antenora, segona zona) i els traïdors als hostes (Tolomea, tercera zona). Aquí els nostres pel·legrins es troben amb el comte Ugolino que els conta la seva història i després Fra Alberigo (Tolomea) que junt amb un altre traïdor que es menciona (Branca d’Oria) estan en esperit a l’Infern, encara que el seu cos segueix en el món dels vius.
Som a la tarda del 9 d’abril de 1300 (dissabte sant) o segons altres comentaristes del 26 de març de 1300.

## Anàlisi del Cant

### La història del comte Ugolino – vv.1-78
«D’aquell menjar horrible alçà la boca
el pecador i la torcà als cabells
del cap que rosegava per darrere.

I començà:... »
 (vv. 1-4)

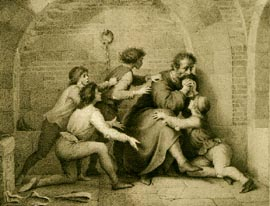
Infern cant 33. Francesco Scaramuzza, 1859. Inici de la presó d'Ugolino i els seus fills.

Comença així un dels cants més famosos de tot l'Infern. En els darrers tercets del cant anterior, Dante s'havia vist atret per la figura d’un condemnat que rosegava la nuca d’un altre, i mogut de curiositat per tanta bestialitat, demana al pecador de sobre (el que rosega) qui és, i perquè es comporta així amb l’altre, prometent-li de portar la seva història al món dels vius, i també fer conèixer els motius del seu odi, si aquests són justificats.
Aquest cant s'inicia doncs amb la macabra imatge de canibalisme subratllada immediatament per la referència a la boca d'Ugolino i la menció a l'"horrible" menjar és a dir salvatge, ferotge (bestial). El condemnat aixeca la boca del menjar ferotge, netejant-se-la amb els cabells del cap que mossegava, i comença a parlar.

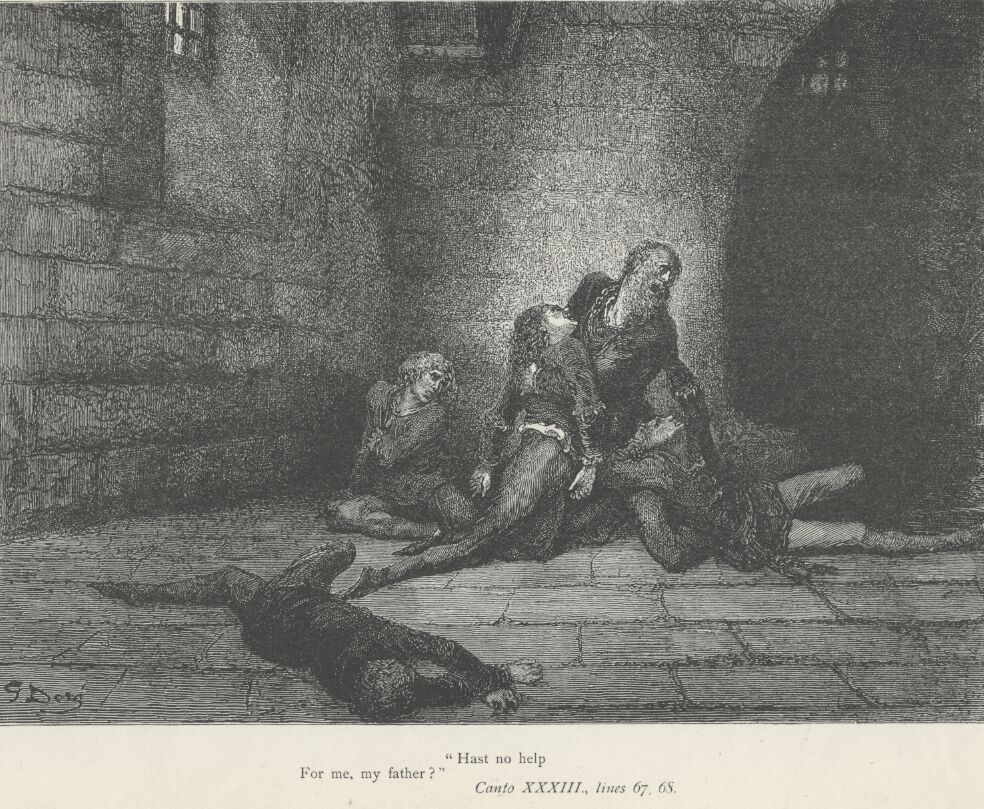
Cant XXXIII. Gustave Doré. vv. 68-69:
"Gaddo se'm va llançar estès als peus /
dient: Pare, com és que no m'ajudes?"

Diu que parlarà del dolor desesperat que tan sols recordar-lo ja li estreny el cor, amb l’ünic propòsit de produir infàmia al traïdor que ell rosega, i així comença a parlar i plorar: "veuràs com jo parle i plore alhora" és la figura retòrica de zeugma, en la mateixa expressió que també utilitzava Francesca de Rimini, però amb un significat completament diferent, perquè en aquell cas el plor es devia al record de la vida feliç. Ja des d’aquest moment s'introdueix el significat dramàtic de l'escena següent i el ressò de l’odi i el dolor.

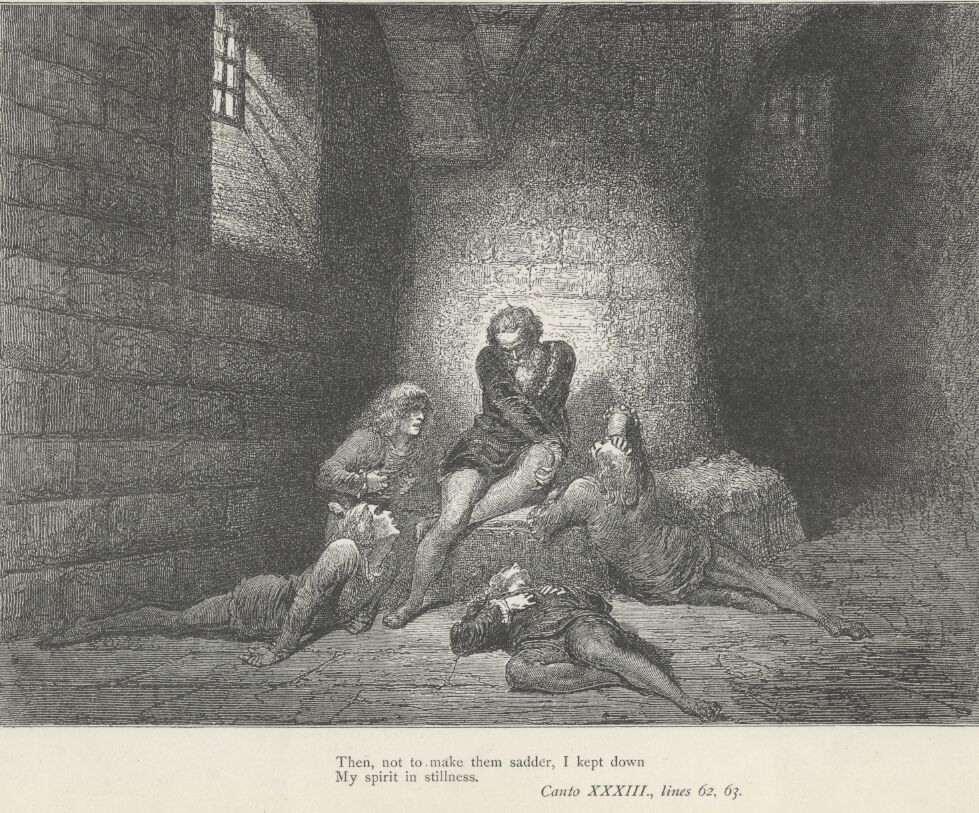
Cant 33. Gustave Doré. vv. 61-63: "Pare, ens fara molt menys mal / si ens menges a nosaltres: tu ens vestires / aquestes pobres carns, despulla'ns ara."

Si Dante és florentí, continua el pecador, hauria de recordar el comte Ugolino della Gherardesca i l'arquebisbe Ruggieri de Pisa (per a ell mateix utilitza "fui" (vaig ser, passat), i per l'arquebisbe "é"(és, present),  perquè el diferent temps verbal fa referència al càrrec de bisbe de Ruggieri, que perdura en la "segona vida"): en efecte Ugolino és una figura clau de la política toscana del segle xiii. Comte de Donoratico, d’una família gibel·lina noble i antiga, Ugolino es va aliar amb Giovanni Visconti, cap dels güelfs, per protegir algunes de les seves possessions a Sardenya dels objectius del govern de Pisa, en mans aleshores pel bàndol güelf.
A causa d'aquesta ambigüitat política (un gibel·lí aliat amb els güelfs), va ser desterrat per primer cop de Pisa, però hi va tornar el 1276 amb l'ajut de Florència i la lliga güelfa. Des d’aleshores va estar entre els que dirigiren la política de la ciutat i potser també va dirigir la flota en la batalla contra Gènova. Després de la derrota de Meloria (1284) es convertí en podestà (màxima autoritat) de Pisa, mentre que Gènova, Florència i Lucca s'aliaven contra Pisa: per trencar el bloc compacte dels adversaris, massa poderosos enfront de Pisa sola, feu passar al seu bàndol a Lucca i Florència, cedint alguns castells a aquestes ciutats rivals de Pisa, debilità les fronteres, però a pesar de tot aconseguí salvar la situació. El 1285 es va aliar amb Nino Visconti, nebot de Giovanni, tot i que aviat entre tots dos van sorgir algunes desavinences referents a les possessions de Sardenya.
El 1288 els presoners de Meloria tornaren a Pisa i, units al voltant de l'arquebisbe Ruggieri dels Ubaldini, encapçalaren una revolta popular contra el Visconti, durant l'absència d'Ugolino: immediatament, aquest tornà a la ciutat i es trobà una nova revolta provocada per Ruggieri que el va fer capturar i empresonar a la torre de la Muda, on el van deixar morir de fam, juntament amb dos dels seus fills adults i dos nets, un dels quals era adolescent.
Dante reprèn els moviments de la història i, tanmateix, s'inclina per la traïció de l'arquebisbe, que hauria fet que Ugolino tornés a Pisa amb la temptació d'una reconciliació; a més, per obtenir un èmfasi més dramàtic, imagina que els quatre presoners que estan amb Ugolino són tots fills seus i adolescents. Més endavant parlarem sobre el motiu d’aquesta tria narrativa.
La història d’Ugolino a l’Infern comença anunciant per endavant que la història se centrarà en la cruesa de la seva mort (“come la morte mia fu cruda”), de manera que Dante pugui avaluar si és just o no que rosegui el cap de Ruggieri. La història comença in medias res (enmig de l’acció), perquè Dante, com a toscà ja havia de saber com Ugolino va ser arrestat a traïció i empresonat, però ningú, diu Ugolino, no sap que va passar realment en aquella torre.

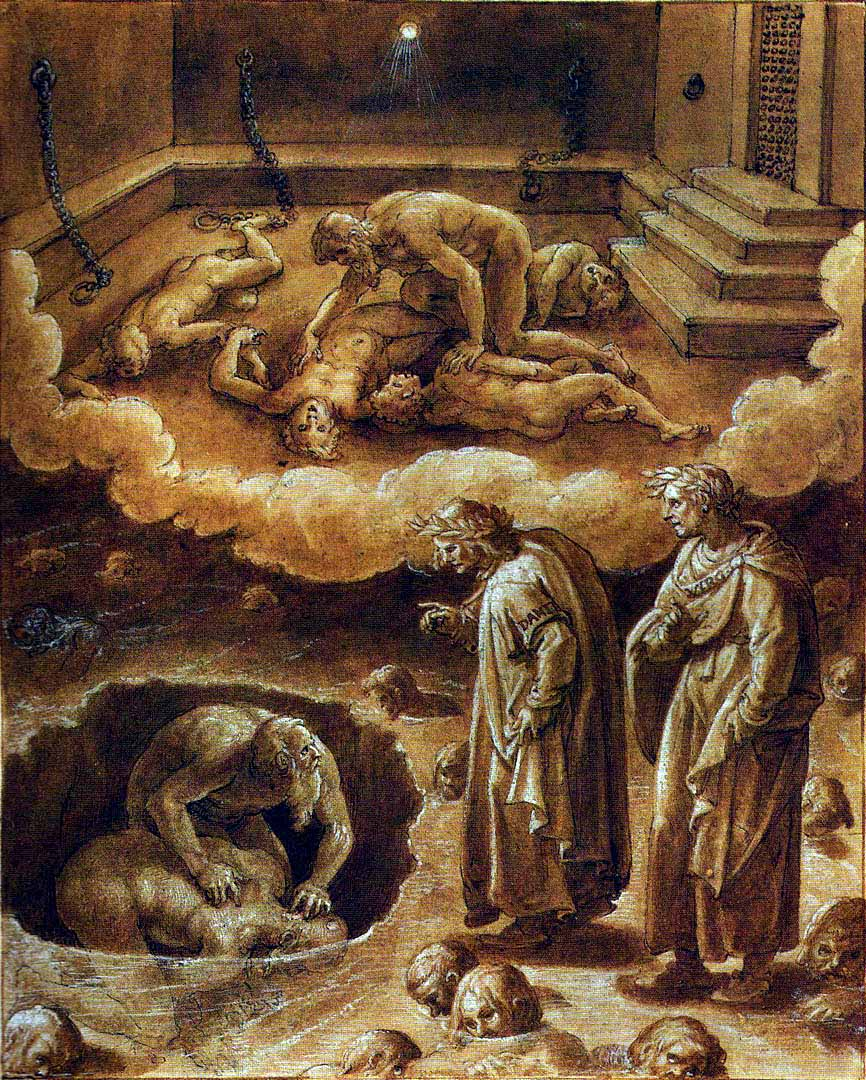
Infern cant XXXIII. Giovanni Stradano.

La narració s'inicia llavors “cinematogràficament”, emmarcant la finestreta de la Torre de la Muda, que des d’Ugolino prengué el nom de “Torre de la fam”, i per allí entrem a la cel·la dels presoners, on el comte ja fa moltes nits que mira la lluna. Una d’aquestes nits, té un somni: “que m’esquinçà el vel del meu futur”  (la violència de l'expressió d’aquest v. 27, pot indicar la duresa del cop que va representar per Ugolino) i que és el preludi de la història. En el somni, l’arquebisbe era al capdavant d’una batuda de caça al Monte di San Giuliano (la muntanya que amaga Lucca de la vista dels pisans), buscant el llop i els seus llobatons (que simbolitzen Ugolino i els seus fills i que aquí representen preses, però també animals perillosos), amb els gossos, prims, entrenats i famolencs (el poble, amagrit per la pobresa) i els Gualandi, Sismondi i Lanfranchi, importants famílies de Pisa, guiant la batuda; aviat els llops estan cansats i els gossos els atrapen ferint-los als flancs amb les dents esmolades.
L'endemà Ugolino sent plorar els seus fills i els escolta demanant pa: el relat és interromput per un rampell de retrets del mateix condemnat que diu a Dante (però també al lector) que és molt cruel, si no sent ja dolor pel que està a punt de passar: al cap i a la fi, si no plora per això, per què plorarà? De fet Ugolino encara no ha contat res de terrible, però aquestes interrupcions augmenten la sensació d’expectativa tràgica (suspens) i subratllen el gran “crescendo” de l'episodi.
Tanmateix, a l’hora en què acostumaven a portar-los el menjar, Ugolino sent clavar la porta de l'eixida ("chiavar" més que tancar amb clau, s'entén “clavar”) “jo vaig sentir com clavaven la porta”. En silenci, el comte mira els seus fills a la cara i la seva mirada ja devia estar plena d’agonia desesperada, perquè Anselmuccio diu: “Pare, que tens?, i com ens mires!”, però Ugolino ni tan sols respon, incapaç de parlar i plorar.
Passa tot un dia i una nit i l'endemà al matí: "No li vaig contestar ni vaig plorar / tot aquell dia ni la nit següent", fixeu-vos en l’escansió o divisió de les parts del vers, que dona la idea de la immobilitat en el lent pas del temps. Un raig de sol li mostra com es dibuixa la seva desesperació i primesa, com en un mirall, en les cares dels fills i pel dolor que sent Ugolino es mossega les mans. En aquest passatge es veu ja com Ugolino, aliè a qualsevol forma de penediment o d’espiritualitat, de fet s'ha transformat ja en aquella mena de “pedra vivent”, que serà el seu càstig en el Còcit congelat.
En veure'l mossegar-se i creient que ho feia per fam, els nens es van aixecar i li van oferir que se'ls mengés a ells, per despullar aquelles carns que ell havia fet (com a pare seu que era): ”Em vaig calmar per no entristir-los més; / no vam parlar aquell dia ni l’altre: ”, i diu el condemnat “dura terra, ai, per què no et vas obrir?”, dura invectiva que marca una pausa i prepara al que escolta pel capítol següent de la tràgica narració.
El quart dia, Gaddo es va llançar als peus d'Ugolino, demanant ajuda, i “Allí mateix morí”; i així va veure caure els altres tres, un a un, entre els dies cinquè i sisè, després dels quals Ugolino, ja cec, va començar a palpar sobre cadascun, invocant-los amb pena; llavors, diu: “la fam pogué més que el dolor.”.

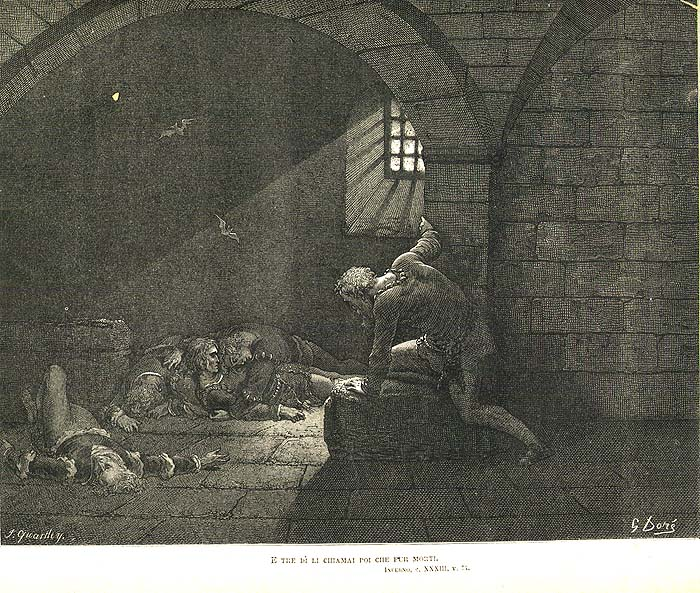
Infern cant 33, Gustave Dorè.vv. 73-74:
"m'arrossegava damunt d'ells cridant-los /
quan ja eren morts,..."

En aquest darrer vers, alguns han llegit la confessió del canibalisme, tot i que comparant-la amb la resta de paraules del comte sembla més lògic interpretar-lo com el fet que més que el dolor el va matar la fam.
A partir d’aquest moment Ugolino deixa de parlar, retorça els ulls quan mira Ruggieri i amb un odi violent torna a mossegar el miserable crani, amb les dents tan fortes com les dels gossos: "mossegant l'os com el mossega un gos". Es tanca d’aquesta manera d’una forma terrible el relat en primera persona  més llarg de l’Infern, i Dante, a la paràbola de la trobada amb els dos pecadors, ha descrit els motius d’aquell odi que ara sembla quasi justificar el suplement de pena cap a l’arquebisbe, que durant tota l'escena s'ha mantingut mut i immòbil com una pedra. En la seva insaciabilitat i en la continuada afirmació en el seu dolor, inclús Ugolino viu d'aquesta manera un recàrrec en el seu càstig infernal.
Per obtenir una anàlisi en profunditat d’alguns elements de l'episodi, consulteu el paràgraf sobre Punts remarcables.

### Invectiva contra Pisa - vv. 79-90
“Ah, Pisa, oprobi de la gent que viu
al bell país on ressona el mot «sí» "
(v. 79)
A continuació Dante s'embranca en un violent discurs crític contra Pisa, sol·licitant, amb una adínaton [1], una destrucció apocalíptica de la ciutat, atès que els seus veïns són massa lents per destruir-la, amb el moviment de les illes de Capraia i Gorgona que, en una escena amb un sabor bíblic, tancarien la desembocadura de l'Arno fent inundar la ciutat "i que ofegue tots els teus pobladors!".
Pisa és de fet culpable d'haver renovat els crims pels quals Tebes era famosa, empresonant el comte que era l’únic culpable de la cessió dels castells, juntament amb els seus fills als quals, “la seua poca edat els feia ser innocents”.

### Ptolomea: els traïdors dels hostes - vv. 91-108
Després, Dante i Virgili continuen el camí penetrant a la tercera zona del novè cercle, la Tolomea, pel rei Ptolemeu que va matar el seu sogre Simó [2]. Els pecadors aquí estan: “no boca avall, sinó de cara amunt”, això és, en decúbit supí; el seu plany no és possible perquè les llàgrimes es congelen sobre els ulls creant una pantalla com de cristall, que no deixa sortir les llàgrimes, al contrari les rebutja altre cop cap al mateix cos fent augmentar el seu dolor, privat fins i tot d’aquest mínim alleujament.
Tot i que Dante pensava que tenia el seu rostre insensible i dur com una durícia per causa del fred, li va semblar sentir “un poc de vent”, que el va empènyer a demanar explicacions a Virgili [3], però Virgili no respon en aquell moment, posposant-ho a quan "l'ull" veurà la resposta per si sol: en realitat només és una anticipació preparant al lector per a l'aparició de Satanàs (en el cant següent veurem que el vent és produït pel moviment de les ales de Llucifer).

### Fra Alberigo, Branca d'Òria - vv. 109-150
A mesura que avancen, una ànima, que potser els ha confós amb dos pecadors de la darrera zona que van en direcció al seu lloc de tortura, els crida demanant-los que li treguin el gel dels seus ulls, per permetre-li plorar una mica: però Dante respon que ho farà si ell diu qui és:"digues qui ets i, en cas que no t’alleuge, / que caiga jo mateix al fons del glaç.", (frase més que mai ambigua, ja que Dante haurà d'anar-hi de totes maneres).
Respon doncs l'ànima, que és Fra Alberigo, aquell de “les fruites del mal hort”. Aquest Alberigo dels Manfredi feu matar els comensals, familiars seus, que uns mesos abans l’havien ofès, i que aparentment per perdonar l'ofensa, els havia invitat a sopar al seu hort; en el moment que ja s'havia servit el darrer plat, Alberigo s'alçà i digué: “porteu les fruites”, a aquesta ordre van aparèixer uns sicaris que van apunyalar als comensals. Aquí a l'Infern diu que li paguen amb la seva medicina (v. 120: “i ací em paguen amb dàtils per les figues”). Que vindria a dir o que per haver robat una simple figa, ha de pagar un dàtil que és molt més car, o que paga una pena major que la culpa que li correspon. Davant la sorpresa de Dante que el creu viu, respon que és un avantatge (en un sentit sarcàstic) de la Tolomea: els condemnats que traeixen el sagrat vincle de l’hospitalitat es precipiten a aquest lloc, tan bon punt es comet el pecat i abans que Àtropos (una de les tres Parques) talli el fil de la vida. A partir d’aquell moment un dimoni manté el cos en vida fins a la seva fi. Sobre l'explicació d'aquest mecanisme, que entre altres coses exclou la confessió, el penediment i la redempció posterior, possible per a qualsevol cristià, no n’hi ha esment a la teologia medieval ni als escrits dels pares de l'Església. Sembla que Dante l’hagi concebut inspirant-se en l'Evangeli de Joan quan es diu que immediatament després que Judes Iscariot va trair Jesús, empassant-se el bocí de menjar que assenyalava aquest davant els soldats del summe sacerdot (i, per tant, violant la consagració convivencial), Satanàs va entrar immediatament en ell. A més a més, aquest fet, permet a Dante esmentar persones que encara estan vives el 1300.

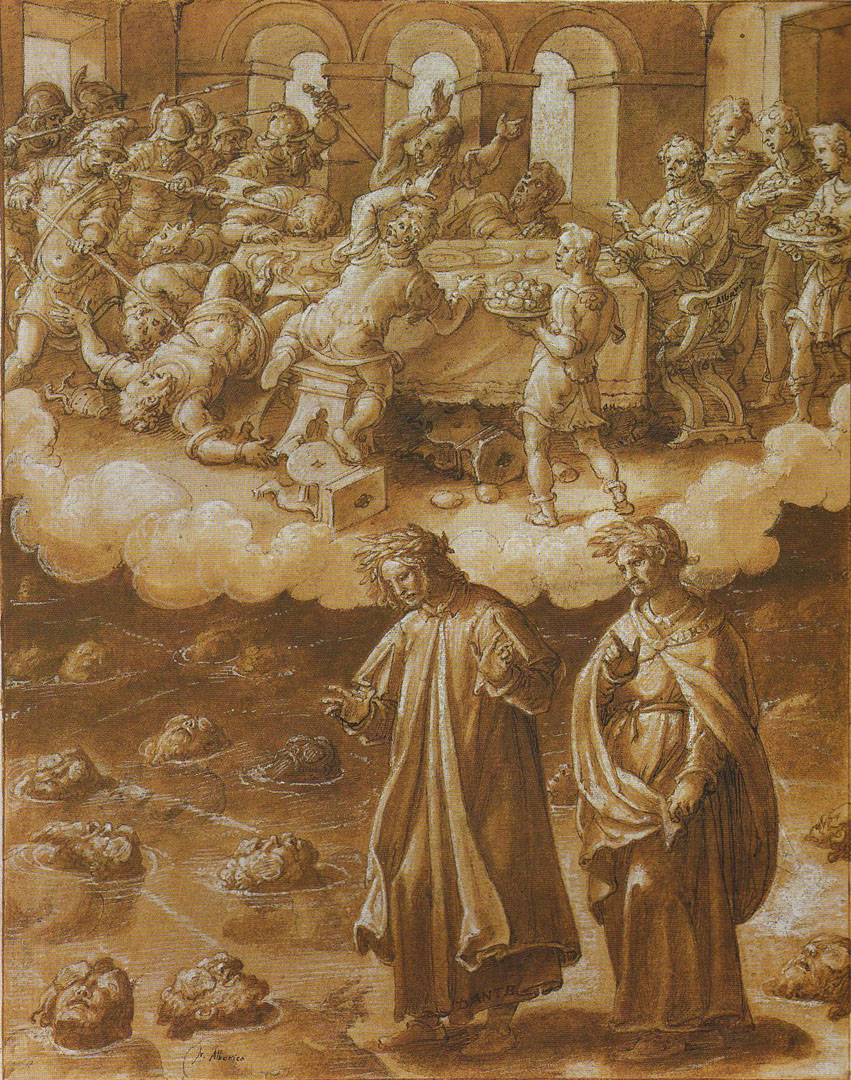
Infern cant 33, Giovanni Stradano. vv. 118-119:
"Sóc fra Alberigo; /
jo sóc el de les fruites del mal hort,".

Continuant la narració, Alberigo, per tal que Dante quedi més satisfet i li tregui les llàgrimes congelades, afegeix que l’ombra que hi ha darrere d’ell, és Branca d'Òria i que és allí de fa molts anys: Dante queda meravellat perquè encara el coneix amb vida ("Pense que tu m’enganyes, / perquè no és mort encara Branca d’Òria, / i menja i beu, i dorm i porta roba"), però Alberigo li diu que ja era aquí abans que morís Michele Zanche, a qui ell, va assassinar, l'estafador que bull en la brea amb els Malebranche (Infern Cant XXII, vv. 88-90), va ser substituït en el cos per un diable, igual que un parent seu culpable del mateix crim.
Amb insistència Alberigo demana per tercer cop a Dante que li obri els ulls; però amb la solemnitat donada de la breu pausa al mig del vers 149 a l’ordre del condemnat: “obre’m els ulls.»" Dante diu: “Jo no li’ls vaig obrir, / i ser groller amb ell fou cortesia” (és a dir, fou un acte moralment correcte). Semblaria que Dante ha madurat des del cant XX quan Virgili el va renyar per les llàgrimes perdudes lamentant els patiments dels condemnats; és plenament conscient de la justícia divina i manté les distàncies amb aquells condemnats que n’han atret cap a ells la ira i en coherència amb la seva actuació (pecat de traïdoria), evita ofendre a Déu facilitant alleujament al condemnat. En la pertorbació dels valors que regna a l’Infern, la pietat consisteix a no tenir pietat.

### Invectiva contra Gènova - vv. 151-157
El cant acaba amb un segon discurs crític, aquest cop contra els genovesos com Branca d’Òria: “Ah, genovesos, homes pervertits / en tot costum i plens de malvestat, / per què no us han expulsat ja del món?”, ja que hi ha un conciutadà vostre que es troba al Còcit, junt amb el pitjor de la Romanya, mentre que en el món sembla que encara estigui viu. Les invectives contra les ciutats, freqüents a l’Infern, són provocades pel sentiment d’indignació del poeta quan troba pecadors especialment reprovables: a més de fer-ne contra Gènova i Pisa en  l’Infern hi ha els discursos contra Pistoia (Infern Cant XXV, vv.:10-15), i contra Florència (Infern Cant XXVI, vv.:1-12).

### Punts remarcables del cant
Es pot dir que en aquest cant predomina l’aspecte teatral, reconeixible ja en la subdivisió dels cants, que anticipa la trobada amb els personatges i la petició de Dante en el cant anterior, per tal de centrar directament l’atenció en el comte Ugolino, que comença així un llarg monòleg al qual no seguirà cap resposta per part del protagonista.
A més a més, els motius i les descripcions dels personatges són molt resumides, deixant en el punt central la paraula directa del condemnat, en la qual hi ha com un intent de distracció: ell, de fet, no parla en absolut del seu propi pecat i per contra es mostra desesperat, no pas per estar condemnat a l’Infern, sinó pel dolor provocat pel mal que ha sofert (vv.4-5:” «Tu vols que jo renove / el dolor desolat que em prem el cor»”). En definitiva, no es presenta com a pecador, sinó com a víctima. Ugolino només esmenta breument la lluita política en què ha estat implicat (vv. 16-18, "Que per efecte dels seus mals designis / jo, que confiava en ell, vaig ser tancat / i després mort, això ja ho sap tothom”), llavors en lloc de contar-nos la seva versió dels fets, s'allarga sobre el seu empresonament i mort, que narra d’una forma altament patètica.
Dante dibuixa un fresc sobre el mal en general, però sembra diverses pistes per ajudar el lector a distingir els innocents dels culpables, és a dir les veritables víctimes (“els meus fills”, són els fills i els nets del comte que van ser tancats amb ell: v. 88-89: “la seua poca edat / els feia ser innocents”), que tingueren una actitud molt diferent de la del pare (fins i tot li ofereixen les seves carns). El pare en canvi està tancat en la seva pròpia desesperació – la crida a la terra perquè s'obri revela la seva manca de perspectiva espiritual, de fe en la justícia superior de Déu, incapaç de parlar (“sense dir res”, “no li vaig contestar”, “no vam parlar”), fins al final, quan la paraula ja és inútil (vv. 73-74: “cridant-los / quan ja eren morts, i això durà dos dies”), fins i tot era incapaç de plorar (“ni vaig plorar”, “Jo no plorava: em vaig fer tot de pedra”,).

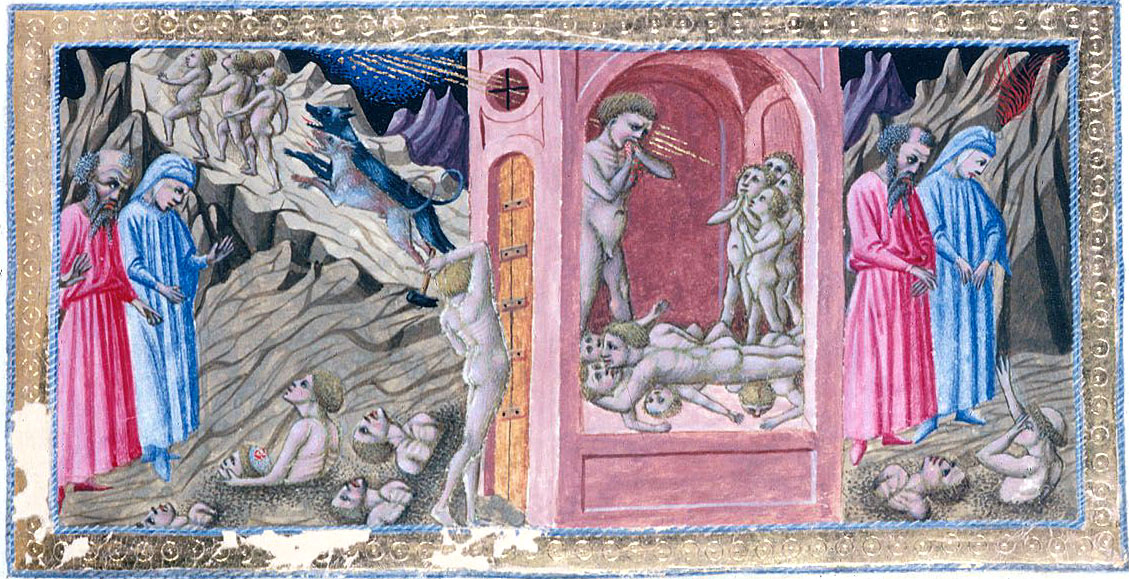
Infern Cant 33, Priamo della Quercia (c.1403–1483)

Ugolino s'ha quedat “cec” (v.73) – i aquesta paraula no és casual, com testimonia el seu ús en altres llocs del poema: l’Infern, per exemple, és definit com a “presó cega”, no referint-se a una ceguesa física, sinó espiritual – els seus fills a diferència d’ell, són fins i tot assimilats a Crist (Gaddo mentre s'està morint al v. 69, diu: ”Pare, com és que no m’ajudes?”, igual que Crist digué a la creu, i després Dante acusa Pisa d'haver sotmès els nois a “tal suplici", v. 87): per aquest motiu, el poeta, manté a Ugolino atrapat en el seu aspecte ja no humà, sinó bestial, com indiquen algunes paraules en el poema (ja en el v. 133 del cant anterior: ”Tu que mostres amb signes tan bestials”, després en el cant present, v.1: “menjar horrible”, "fero", ferotge, de fera; v. 76: ”els ulls torts”; v. 78: “com el mossega un gos”), el comte per tant es manté atrapat en el seu etern acte canibalesc.
Respecte a això i a la frase del v. 75: “Després, la fam pogué més que el dolor” el text de Dante és ambigu i així ho han assenyalat els comentaristes de la Comèdia; té dues interpretacions possibles, Ugolino es menja els seus fills o bé es pot interpretar en el sentit que la fam el va matar abans que el dolor (els comentaristes antics opinen que el vers no és problemàtic, i tots interpreten que el dolor no pogué matar a Ugolino i la fam sí).
Comentadors com Francesco De Sanctis i Jorge Luis Borges han hipotetitzat que l'expressió és, fins a cert punt, deliberadament ambigua i "obscura", estimulant la imaginació del lector, insinuant el dubte i la incertesa sobre el que va passar per fer el vers més misteriós i suggerent. Per Borges es tracta d’un problema literari i diu: "El problema històric de, si Ugolino della Gherardesca va exercir canibalisme en els primers dies de febrer de 1289, és evidentment insoluble. El problema estètic o literari és d’una altra índole, i es podria enunciar així: Volia Dante que penséssim... que Ugolino (l’Ugolino del seu Infern, no el de la història) va menjar la carn dels seus fills? Jo arriscaria la resposta: Dante no ha volgut que ho pensem, però sí que ho sospitem".
Tot i això, segons Chiavacci les constants referències, disperses de principi a fi del cant, com a senyals per al lector, referents al tema dominant de menjar i mossegar, adverteixen i guien: qui vulgui entendre, que entengui. [3]
Giuseppe Vandelli va observar que nombrosos comentaristes han abandonat la tesi de l’antropofàgia. [4]
Dante, però, va alterar conscientment la història d'Ugolino per posar en escena la que Francesco de Sanctis va definir com la "tragèdia de la paternitat". Des de la seva estada com a exiliat al castell dels Poppi, Dante va poder conèixer i mantenir el contacte epistolar amb la comtessa della Gherardesca, filla òrfena d’Ugolino, per qui segurament el poeta va conèixer com s'havien desenvolupat realment els fets: de com en la torre hi havia dos fills i dos nets d’Ugolino (i no ell i quatres fills seus), i de com entre ells hi havia només un adolescent, mentre que els altres eren més grans de divuit anys i el més gran d’ells no era tan innocent, perquè ja era culpable d’alguns crims. A Dante, tanmateix, només li interessava la tragèdia, escenificada en els seus trets més essencials: els adolescents, en aquest cas símbols clars d’innocència.
La desesperació d’Ugolino és causada per la impotència davant el patiment dels seus fills, condemnats per la conducta del pare, i en cap moment de la narració, no es queixa de la seva mort. En aquest fet, alguns també han vist amb transparència la figura de Dante, que es va exiliar per les seves incontestables idees polítiques, decidit a no negociar amb el municipi de Florència, segons les lleis del seu temps, condemnà també als seus fills a l'exili, tan aviat com van arribar a l'edat d’aplicació de la norma. Així doncs, Dante també és un pare que veu patir els seus fills per culpa d’ell, i si la fermesa de les seves idees no li fa sentir un veritable remordiment, és innegable que almenys pateix una mena de malestar: per aquest motiu es llança tan severament contra qui condemna els innocents amb els seus pares, arribant al seu punt àlgid en el brutal discurs contra Pisa.
Si el comte Ugolino és potser un dels personatges més famosos de tota la Divina Comèdia, no hem d’oblidar que el cant continua després de la seva trobada, ja que Dante presenta a Frate Alberigo, víctima de la seva pròpia burla, revelant una altra tècnica peculiar de l’Infern, que és la combinació de personatges socialment alts i baixos que van fent acte de presència barrejats (l'episodi d'Ugolino s'emmarca en els cants XXXII i XXXIII entremig de traïdors violents i "plebeus"), també subratllats pels dos discursos terribles contra Pisa i Gènova, cadascun dels quals tanca una seqüència: aquests discursos testimonien la indignació de Dante, dirigida al conjunt de tots els pecadors, i aquest procediment es pot relacionar amb el cant XIII, on de la mateixa manera el to del cant baixa bruscament després de presentar un personatge "elevat" socialment, Pier della Vigna, amb la introducció de la moguda i salvatge, història dels malbaratadors i a continuació la d’un personatge que és manté fins i tot completament en l'anonimat.
L'objectiu que persegueix Dante amb aquesta tècnica de barrejar personatges "alts" i "baixos" i entre diferents tons i registres narratius és el d'intentar representar la totalitat del món en totes les seves facetes.

## Recitats a la xarxa
- Sermonti, Vitorio: https://www.youtube.com/watch?v=wyjryQLQUcs&t=1678s
- Paràfrasi i imatges animades: https://www.youtube.com/watch?v=4n0eVKzKDNk&t=119s
- Benigni, Roberto: https://www.youtube.com/watch?v=2eBcf44SQNI
- Gassman, Vittorio: https://www.youtube.com/watch?v=BkVmum5l_3k&t=3s